# Habenaria holothrix
Habenaria holothrix är en orkidéart som beskrevs av Rudolf Schlechter. Habenaria holothrix ingår i släktet Habenaria och familjen orkidéer. Inga underarter finns listade i Catalogue of Life.